# Sándor Pósta
Sándor Pósta (* 25. September 1888 in Pánd; † 4. November 1952 in Budapest) war ein ungarischer Fechter. Er gewann 1924 jeweils eine Gold-, Silber- und Bronzemedaille bei den Olympischen Spielen. 
Sándor Pósta nahm an den Olympischen Sommerspielen 1924 in Paris teil. Er gewann die Goldmedaille im Säbel-Einzel sowie eine Silbermedaille im Mannschaftswettkampf der Säbelfechter. Zudem erreichte er mit der Florett-Mannschaft den dritten Platz und gewann somit die Bronzemedaille.